# Cathédrale Saint-Luperc d'Eauze
La cathédrale Saint-Luperc d'Eauze est une ancienne cathédrale située à Eauze dans le département du Gers. Elusa, ancien nom de la ville, abritait le siège métropolitain de la Novempopulanie, qui fut créé probablement au IIIe siècle. La seule date sûre est celle de 314 où on cite l'évêque d'Eauze, Mammertimus, au concile d'Arles.
À la suite des invasions vikings et des destructions qu'elles engendrèrent, probablement en 864, le titre métropolitain fut donné par le pape Jean VIII à l'évêque d'Auch, Airardus, par une lettre du 13 juin 879. 
Le diocèse d'Eauze a disparu au IXe siècle. En 1865, l'archevêque d'Auch lui a redonné son titre de cathédrale.[réf. nécessaire]
L'église est inscrite à l'inventaire des monuments historiques depuis 1945.

## Histoire
Renée Mussot-Goulard évoque dans son ouvrage Le baptême qui a fait la France, de Blandine à Clovis, le changement radical qu'a dû connaître Eauze sur le plan religieux à la fin de l'Empire romain. 
Une des salles du musée archéologique d'Eauze présente les cultes orientaux qui étaient pratiqués dans l'Antiquité, probablement du fait de la présence militaire et des relations importantes avec l'empire dans cette ville administrative majeure : culte de Mithra, culte de Cybèle, culte de Sol Invictus. 
Pourtant la christianisation y est précoce et en 314, la ville envoie son Évêque à Arles pour le Concile qui réunit les communautés chrétiennes suivantes : Rouen, Tournai, Cologne, Trèves, Autun, Lyon, Bordeaux, Eauze, Vienne, Vaison, Orange, Apt, Nice, Marseille, Burgos, Arles. 
Toujours selon R. Mussot-Goulard, une stèle conservée au Musée de Saint-Germain en Laye et découverte en 1880 par Édouard Piette pendant les travaux de la gare d'Eauze dans le quartier où a été découvert le trésor monétaire bien plus tard, est dédiée à saint Luperc par un certain Quietus, curator de la Cité. Elle s'inscrivait dans le cadre d'un édifice rectangulaire, couvert de tegulae, dans les murs duquel avaient été réemployés des fragments d'autels votifs païens. 
La forme des lettres correspond à une époque tardive, probablement le Ve siècle. C'est le plus ancien témoignage du culte rendu à saint Luperc à Eauze. Une autre inscription découverte sur le site semble montrer qu'Eauze était une colonie romaine dès les Ier siècle-IIe siècle.
L'implantation de la « première cathédrale » est l'objet de discussions. Elle semble avoir été construite sur l'emplacement des thermes, comme en bien d'autres endroits (voir Jublains, par exemple). Le site de la villa antique se trouvait à un kilomètre à l'est de la ville actuelle qui s'est développée à partir du Ier siècle pour atteindre une grande prospérité au IIIe siècle. 
La première cathédrale aurait été construite à l'intérieur des remparts de la cité surplombant la Gélise. Elle se serait trouvée au droit de l'église champêtre de Notre-Dame de Cieutat, qui était un archiprêtré, reconstruite après les destructions du VIIIe siècle d'après l'abbé Breuils. Avant d'être détruite entre 1794 et 1798, il y avait dans son clocher l'inscription "Hic est Sedes" qui semble rappeler l'emplacement du premier siège de l’évêché métropolitain d'Elusa. 
L'autre site possible est celui où l'inscription dédiée à saint Luperc a été découverte pendant les travaux pour la gare.
La vie de saint Luperc n'est écrite qu'au Xe siècle, au moment où est fondé le monastère (980) qui lui est dédié sur la colline dominant les ruines de la ville antique et où se développera le bourg médiéval.
La cathédrale fut construite entre 1467 et 1521. Elle a eu à souffrir de quelques destructions en 1569. Ce sont essentiellement les bâtiments du prieuré bénédictin qui ont été relevés de leurs ruines en 1732 avec le cloître existant, intégré dans les bâtiments du collège.

## Édifice

### Les édifices antérieurs
Une église dédiée à saint Pierre aurait été construite au sommet d'une colline, hors des murs de la ville antique, par les premiers évêques d'Elusa, peut-être dès le IVe siècle. Elle a dû servir de nécropole. Elle aurait probablement succédé à un lieu de culte païen car on a retrouvé dans le sol de l'ancien monastère un autel antique en marbre, anépigraphe mais qui fut pourtant indiqué comme "dédié aux Nymphes".
Après 960, Odon ou Bernard-Othon, comte de Fezensac, fonde un monastère bénédictin sur cet emplacement, dédié aux saints Gervais et Protais. Il n'a été dédié à saint Luperc qu'au XIe siècle, au moment du transfert des reliques du saint.
En 1088, le monastère est réuni à l'abbaye de Cluny et devient alors un prieuré. Il l'est resté jusqu'à la Révolution.
On ne connaît pas de texte permettant de préciser les dates de construction des églises antérieures à l'église actuelle. En 1949, on a retrouvé des fondations en petit appareil d'un édifice important se prolongeant vers l'ouest sous le mur extérieur des chapelles situées côté sud. 
La sacristie englobe des assises en grand appareil pouvant être la trace d'une absidiole.

### L'église actuelle
L'église a dû être construite à l'emplacement d'une église antérieure, probablement à trois nefs, ce qui expliquerait la faible largeur de la nef (10,70 m) par rapport à sa hauteur (21,65 m à la clé). La cathédrale Saint-Luperc est un édifice typique du gothique méridional. De plan languedocien avec une nef unique à sept travées bordée de chapelles basses, elle se termine par un chœur à abside à pans coupés, de même hauteur et de même largeur. 
La construction de la nouvelle église est entreprise par le prieur Jean Marre. Il était devenu prieur d'Eauze en 1463. Il avait été moine de l'abbaye de Simorre, visiteur de l'ordre pour la Gascogne, official de l'archevêché d'Auch, vicaire général de Jean de Lescun, puis du cardinal d'Amboise à Albi, avant de revenir à Auch avec l'archevêque Jean de la Trémoille (1490-1505). Il est devenu évêque de Condom en 1497. 
Le monument a connu une grande campagne de restauration entre 1860 et 1878 qui comprenait notamment la réfection de l'enduit intérieur et une modification de la toiture. À cette occasion, les vitraux ont été largement refaits par le maître-verrier élusate Jean-Baptiste Anglade. 
En 1972, l'enlèvement de l'enduit intérieur a révélé les chaudes tonalités de l'appareil de pierres et de briques ainsi que le réemploi massif de moellons provenant des ruines de la cité antique d'Elusa.

## Cultes antiques et christianisation
La substitution du culte chrétien aux cultes antiques se fait fréquemment par le réemploi des sites et des matériaux des temples précédents, à la fois pour effacer toute trace, mais aussi, paradoxalement, pour assurer une continuité qui ne déroute pas totalement les fidèles. 
Le nom de Luperc n'est pas sans évoquer le nom des Lupercales, la fête de la fin de l'année romaine, consacrée à la fertilité.
Cet usage de l'homonymie est bien connu dans la christianisation, notamment à travers le récit de Grégoire de Tours au sujet du culte païen rendu au lac du mont Helarius en Gévaudan où il rapporte que l’évêque du lieu, inspiré, fit élever une basilique en l'honneur de saint Hilaire de Poitiers (Hilarius) et réussi enfin à détourner les paysans de leur culte.
À Eauze, l'homonymie est parfaite : Lupercus désigne à la fois le saint et le dieu antique, Faunus Lupercus, un dieu solaire proche de Pan.
Mais il est intéressant de voir que le saint reprend les attributs du Dieu, comme le dit encore R. Mussot-Goulard p. 43 (Luperc est un militaire romain et prêche surtout les hommes de la garnison ; le culte oriental de Sol Invictus, le "soleil invaincu", dérivé du culte d'Appollon et de Mithra, est très répandu dans l'armée) : "Pour ces hommes, la meilleure incitation à la conversion est la démonstration d'une puissance qui vient du Christ mais qui correspond aussi à ce dont ces soldats ont l'habitude. Ainsi, "le visage du saint brillait comme le soleil", ainsi la puissance de son souffle renversait les idoles, ainsi son pouvoir s'établissait sur les sources".
Le Christ lui-même reprend les attributs de Sol Invictus, et en premier lieu sa date de naissance, le 25 décembre, qui était dies natalis solis invicti sous l'empereur Aurélien (270-275).

## Description

### Intérieur

#### Lechœur
Au centre de l'abside sont peintes neuf vignettes.
- Sur huit vignettes sont représentées des scènes de la vie de Jésus et des personnages.
- Sur la neuvième vignette placée au sommet est représenté le Christ pantocrator.

À gauche et à droite de ces peintures sont placés deux ensembles de vitraux où sont représentés des prophètes, des apôtres de Jésus, et des saints.

### Mobilier
Plusieurs objets (tableaux, statues, fonts baptismaux) sont référencés dans la base Palissy (voir les notices liées).

## Galerie

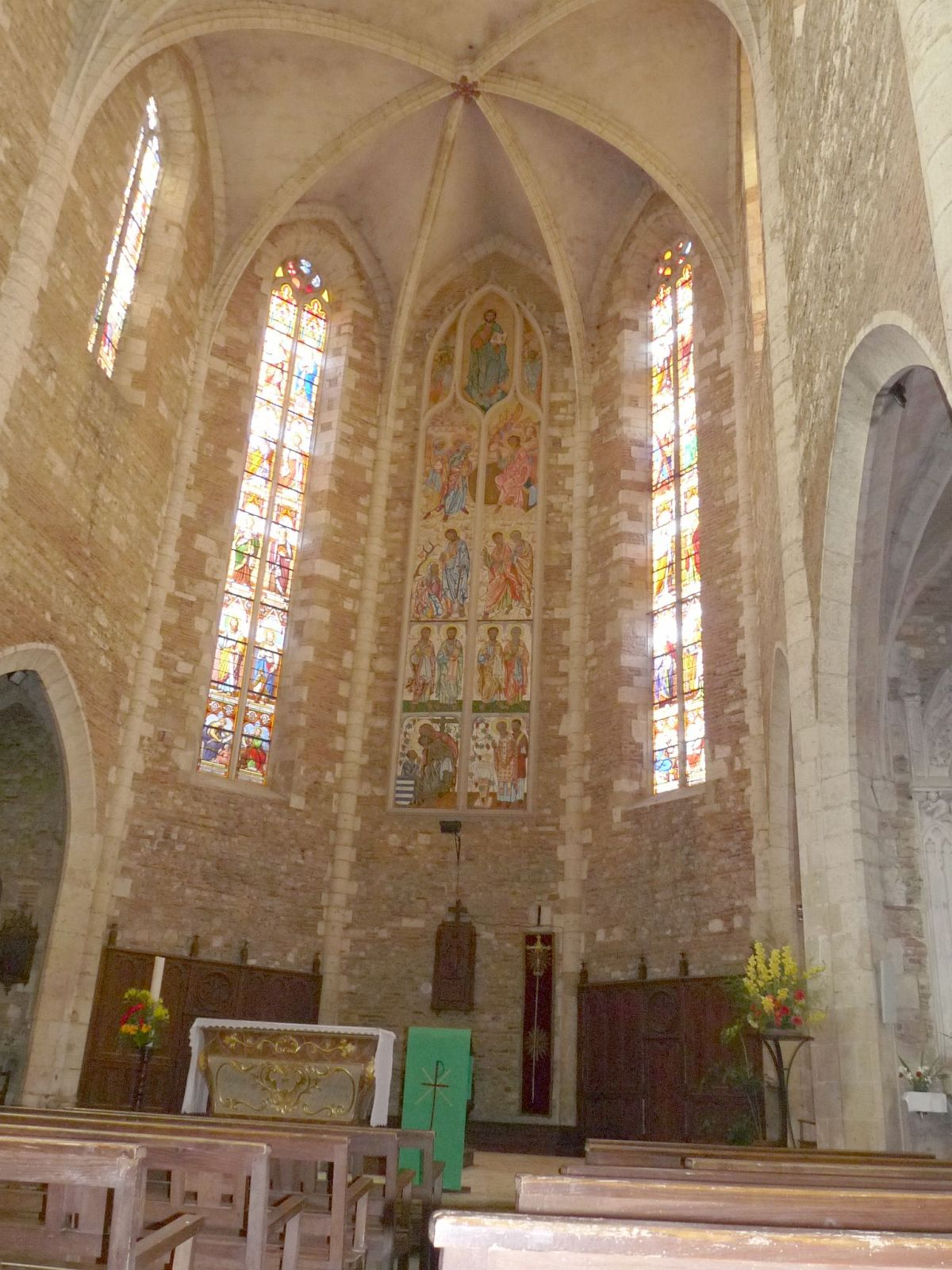
Le chœur
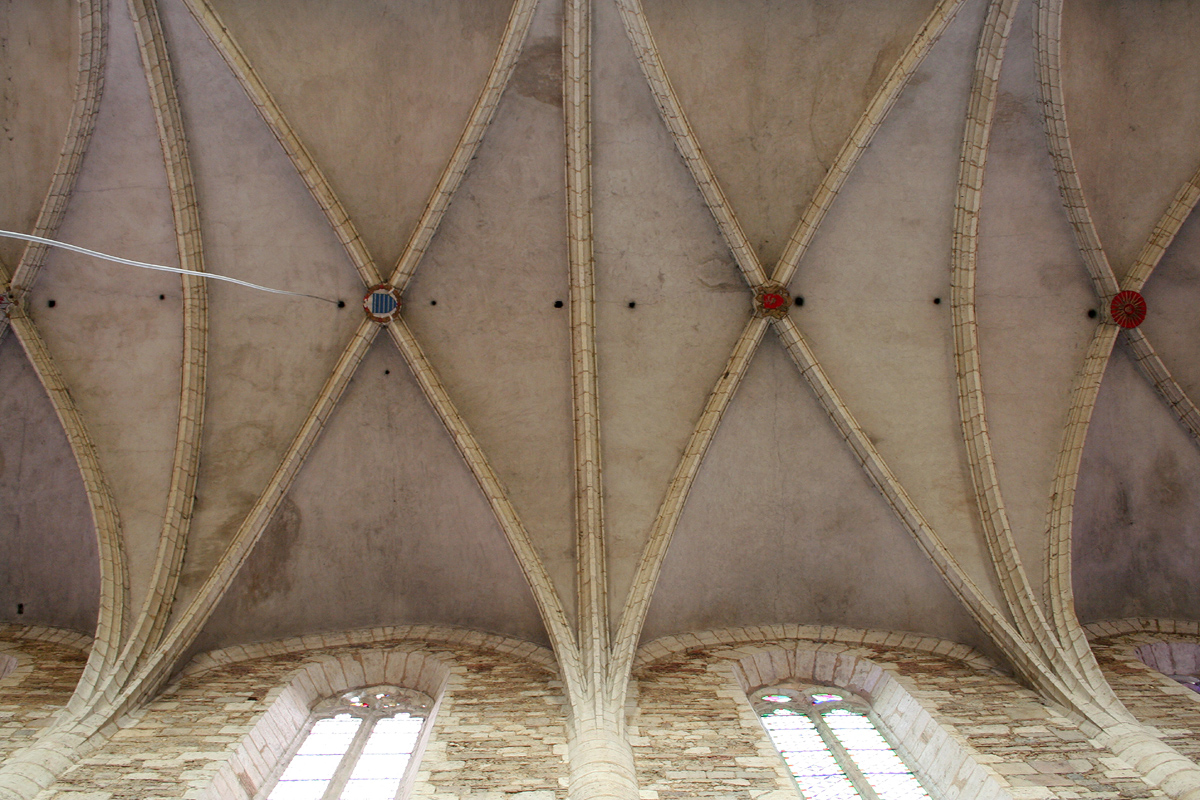
Voûte de la nef
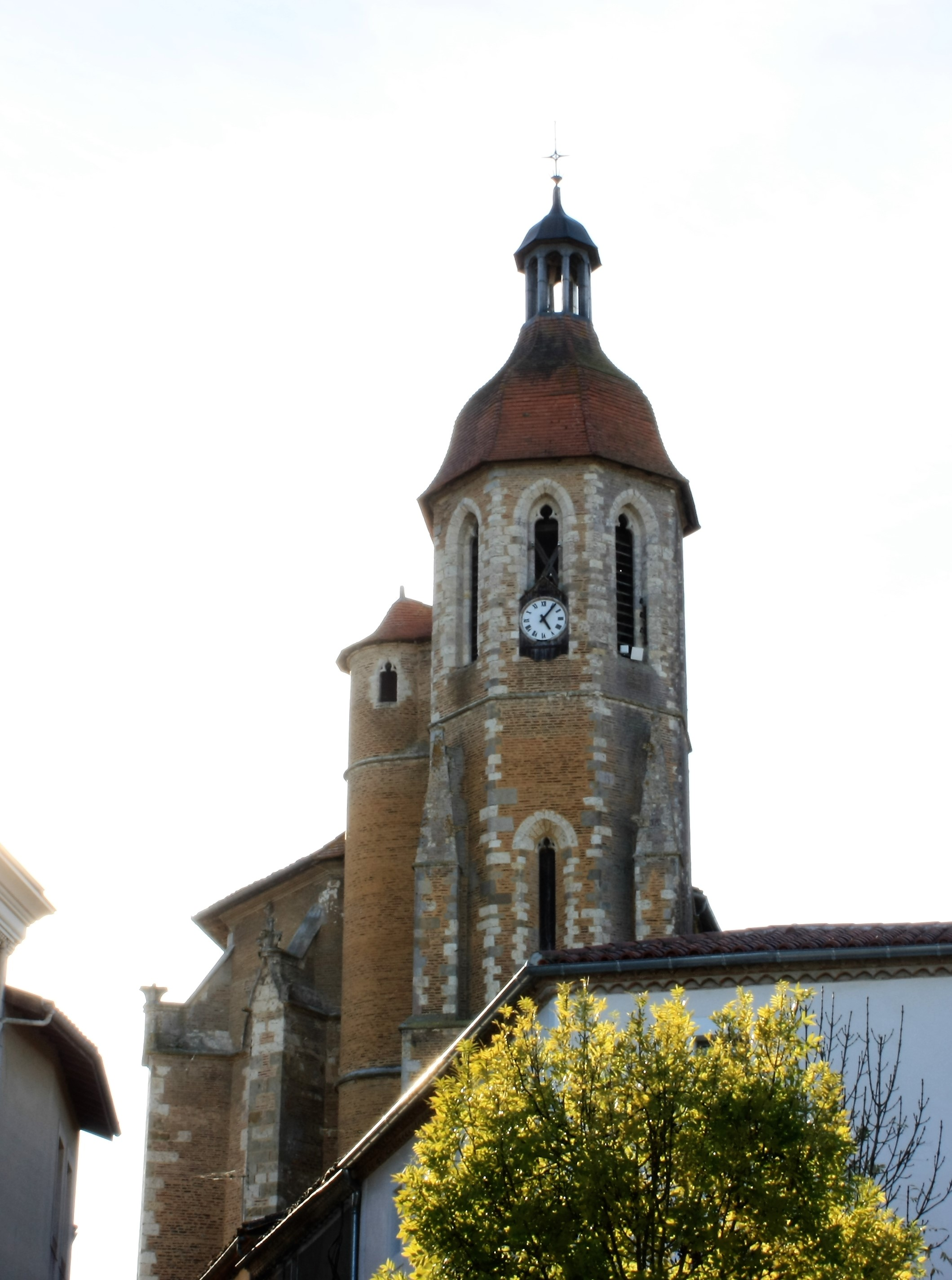
Le clocher

### Liens Externes
- Cathédrale Saint-Luperc d'Eauze (Eauze) | Structurae
- Orgue et beauté à Saint-Luperc - sudouest.fr
- Église Saint Luperc - 32800 Eauze - Messes.Info